# 東倫敦 (南非)
東倫敦（英語：East London）是南非共和国東開普省的城市，位於印度洋岸。西至开普敦、北至首都比勒陀利亚各800公里。渔业较为发达，另有羊毛、皮革、肉乳制品等工业。東倫敦是南非唯一的河港，目前有超過40萬人口，大都会区有超過140萬人，是東開普省的第二大城。